# Sasa kagamiana
Sasa kagamiana är en gräsart som beskrevs av Tomitaro Makino och Shigetaro Uchida. Sasa kagamiana ingår i släktet sasabambu, och familjen gräs. Inga underarter finns listade i Catalogue of Life.